# Kerry King
Kerry Ray King (Los Ángeles, California, 3 de junio de 1964) es un músico estadounidense, conocido por ser guitarrista y co-fundador de la banda de thrash metal Slayer.

## Biografía
Kerry Ray King nació en Los Ángeles, California. Su padre era un inspector de partes de aviones, y su madre era empleada de una compañía telefónica. King asistió a Warren High School en Downey, California, y comenzó a aprender guitarra en Calvano's Music en South Gate.
En 1981, King estaba en una sesión probando el puesto de guitarrista en una banda. Una vez que terminó la sesión, Jeff Hanneman se acercó a él y los dos comenzaron a tocar las canciones de bandas británicas como Iron Maiden, Black Sabbath, Judas Priest y hasta de Venom con el baterista de la sesión. King y Hanneman posteriormente decidieron comenzar su propia banda.
King tiene una apariencia personal de marca registrada y extensos tatuajes en los brazos y la cabeza. Su tatuaje fue elogiado hasta tal punto por Blender Magazine que una vez produjeron un recorrido por su tinta corporal. La abreviatura de King, KFK, se reveló que significa "Kerry Fuckin' King" en el número de enero de 2007 de Guitar World. King reside actualmente en Corona, California.

## Estilo musical
La primera experiencia de Kerry King con una guitarra fue cuando era un niño. Steve Huey de AllMusic ha comentado en su reseña de Reign in Blood que los solos demenciales de Kerry King y Jeff Hanneman a menudo imitan los gritos de las víctimas de las canciones. También describió sus solos de guitarra y los de Jeff Hanneman como "tremendamente caóticos". Thom Jurek, también de AllMusic, describió su trabajo en Christ Illusion de 2006 como la creación de "un riff anguloso y angustioso que cambia de verso a verso, a través del estribillo y el puente, y regresa de nuevo".
Kerry King incluyó a bandas de hard rock y de heavy metal como: Venom, Black Sabbath, Judas Priest, Iron Maiden, Deep Purple, UFO, Mercyful Fate, Van Halen y Rainbow como sus bandas favoritas durante su adolescencia. Citó a Glenn Tipton y K. K. Downing de Judas Priest como sus mayores influencias como guitarrista que inspiran su estilo, tono y equipamiento. Mencionó a Eddie Van Halen, Ted Nugent, Ronnie Montrose, Tony Iommi, Ritchie Blackmore, Michael Schenker, Dave Murray, Adrian Smith y Randy Rhoads como otras influencias.

## Vida personal
King se ha divorciado dos veces y tiene una hija llamada Shyanne Kymberlee King con su primera esposa, su actual esposa es Ayesha King.
Se sabe que King desprecia la religión organizada y expresa sus puntos de vista en su composición. En una entrevista de 2006 en Blabbermouth.net, King expresó sus puntos de vista antirreligiosos: "Realmente no tengo una filosofía de vida, lo mío es rebelarse contra la religión prácticamente organizada. Eso es lo principal, porque personalmente, creo que es una muleta para las personas que son demasiado débiles para vivir solas. Soy el tipo de persona que dice que si no lo veo, entonces no funciona. Y nadie puede mostrarme a Dios." Cuando Revolver Magazine le preguntó qué superpoder querría él si fuera un supervillano, King respondió: "la habilidad de hacer estallar una iglesia simplemente caminando por ella".
King es un ávido coleccionista de serpientes que posee una casa de reptiles y un vivero de herpetología llamado Psychotic Exotics.
King se mantuvo alejado de la política, pero declaró en 2017 que estaba "avergonzado por la presidencia de Trump", que describió como "divisivo y polarizador".

## Discografía
| Year | Album                | Ref    |
| ---- | -------------------- | ------ |
| 1983 | Show No Mercy        | [ 1 ]  |
| 1984 | Haunting the Chapel  | [ 2 ]  |
| 1984 | Live Undead          | [ 3 ]  |
| 1985 | Hell Awaits          | [ 4 ]  |
| 1986 | Reign in Blood       | [ 5 ]  |
| 1988 | South of Heaven      | [ 6 ]  |
| 1990 | Seasons in the Abyss | [ 7 ]  |
| 1991 | Decade of Aggression | [ 8 ]  |
| 1994 | Divine Intervention  | [ 9 ]  |
| 1996 | Undisputed Attitude  | [ 10 ] |
| 1998 | Diabolus in Musica   | [ 11 ] |
| 2001 | God Hates Us All     | [ 12 ] |
| 2006 | Eternal Pyre         | [ 13 ] |
| 2006 | Christ Illusion      | [ 14 ] |
| 2009 | World Painted Blood  | [ 15 ] |
| 2015 | Repentless           |        |

| Year | Song                     | Artist       | Ref    |
| ---- | ------------------------ | ------------ | ------ |
| 1986 | "No Sleep till Brooklyn" | Beastie Boys | [ 16 ] |
| 2000 | "Goddamn Electric"       | Pantera      | [ 17 ] |
| 2001 | "Dead Girl Superstar"    | Rob Zombie   | [ 18 ] |
| 2001 | "Final Prayer"           | Hatebreed    |        |
| 2002 | "What We're All About"   | Sum 41       | [ 19 ] |
| 2005 | "Frontlines"             | Soulfly      |        |
| 2010 | "Witchkrieg"             | Witchery     |        |